# 国道33号 (韩国)
国道33号，又称固城－龟尾线，是大韩民国的一条南北向国家级公路。路线南起庆尚南道固城郡固城邑（与国道14号和地方道1018号相连），途经两座大桥，北至庆尚北道龟尾市桃开面（与国道25号和国家支援地方道68号相连）。其全线整体位于大韩民国东南部，全长约226.06千米，于1981年3月14日开始规划建设，于1981年5月8日开通部分路段。

## 主要途径城市

### 庆尚南道
固城郡 - 泗川市 - 晋州市 - 山清郡 - 宜宁郡 - 陕川郡

### 庆尚北道
高灵郡 - 星州郡 - 漆谷郡 - 龟尾市

## 主要途径道路
- 南海高速公路
- 咸阳蔚山高速公路
- 中部内陆高速公路
- 尚州永川高速公路
- 国道2号
- 国道3号
- 国道4号
- 国道14号
- 国道20号
- 国道24号
- 国道25号
- 国道26号（朝鲜语：국도 제26호선）
- 国道30号（朝鲜语：국도 제30호선）
- 国道59号（朝鲜语：국도 제59호선）
- 30国家支援地方道30号（朝鲜语：국가지원지방도 제30호선）
- 60国家支援地方道60号（朝鲜语：국가지원지방도 제60호선）
- 67国家支援地方道67号（朝鲜语：국가지원지방도 제67호선）
- 68国家支援地方道68号（朝鲜语：국가지원지방도 제68호선）
- 79国家支援地方道79号（朝鲜语：국가지원지방도 제79호선）